# Boris Baćić
Boris Baćić (Pazin, 9. siječnja 1912. – Pula, 6. kolovoza 1991.), hrvatski arheolog

## Životopis
Rođen u Pazinu u prosvjetarskoj obitelji. S obitelji je 1919. godine emigrirao u Kraljevinu SHS, u Sloveniju. Živio je u Kranju, a potom u Ljubljani. U Ljubljani na Filozofskom fakultetu 1941. godine diplomirao je klasičnu filologiju.
Zaposlio se u Ljubljani. Radio je kao konzervator u "Spomaniškom uradu" u kojem je radio od 1942. do 1945. godine. Nakon toga prešao je u Narodni muzej u Ljubljani gdje je radio kao muzejski kustos do 1947. godine. S vodećim onodobnim slovenskim arheolozima surađivao je na otkrivanju srednjovjekovnih fresaka te rad na prapovijesnim, starovjekovnim i srednjovjekovnim lokalitetima.
U razdoblju povlačenja anglo-američke vojne uprave preselio se u Pulu. Osobno je 15. studenoga 1947. godine preuzeo ključeve puljskog Arheološkog muzeja. Preuzeo je praznu muzejsku zgradu. Tijekom međudržavnih pregovora o vraćanju odnešene arheološke građe, organizirao je sustavno topografsko istraživanje Istre te nova arheološka iskapanja. Osuvremenio je organizaciju rada, osnovao je dokumentacijski odjel i laboratorij, te otvorio prvu stalnu muzejsku izložbu. Do 1967. obnašao je dužnost ravnatelja. Dužnost voditelja Odjela za prapovijesnu arheologiju obnašao je do odlaska u mirovinu 1978. godine.  Baćićevom zaslugom uređene su arheološke zbirke u Poreču, na Brijunima i u Osoru. Pokrenuo je izradbu sustavne kartoteke gradinskih naselja istarskog poluotoka.
Započeo je iskapanja špilje Šandalja, pronašao niz neolitičkih nalazišta na otvorenom (Vela Gromača, Vižula, Pradišelski rt, Gradina iznad Limske drage), obavljao pokusna iskapanja u špiljama (Cingarela kraj Momjana, Pećina kod Srbana, Trogrla pećina), istraživao je brončanodobne i željeznodobne grobove i nekropole diljem Istre (Maklavun i Žamnjak kraj Rovinja, Kaštel kraj Buja, Pula) i gradine, kojima se osobito bavio, posebice fortifikacijska arhitektura. Započeo je izradbu sustavne kartoteke gradinskih naselja u Istri.
Najznačajniji radovi su vezani uz pronalaženje starohrvatske nekropole u Žminju, srednjovjekovnog naselja Stari Gočan, otkriće Šandalje kraj Valture, Pradišelski rt, Vižule kod Medulina, Vele Gromače kod Kavrana, Gradine iznad Limskog zaljeva, Monkodonje (1953. godine s Borisom Marušićem) i Karaštaka kod Rovinja, sv. Petra-Tondolona kod Svetvinčenata, Kasa kod Bala, Magornjaka kod Peroja, Gradine na Velikom Brijunu, Maklavuna i Žamljaka kod Sošića. Dio svojih istraživanja objavljuje u stručnim časopisima a pisao je i za lokalne dnevne novine. Međutim, najvrjednije što iza njega ostaje su brojni putni zapisi koji tvore temelj za izradu arheološke karte Istre.
Za Riječku reviju, Glas Istre, Istarski mozaik te Kalendar Franina i Jurina pisao je novinske članke na temu istarske spomeničke baštine.